# Gemeindeplanung
Unter Gemeindeplanung versteht man die vorausschauende Gestaltung und Entwicklung des Gebietes einer Gemeinde. Sie stellt üblicherweise die unterste Ebene innerhalb des Stufenbaus der Raumplanung dar, welche von öffentlichen Stellen (Europäische Union, Bund, Länder, Körperschaften auf regionaler Ebene wie Regionalverbände, Kreise oder Bezirke, Gemeinden) durchgeführt wird – auf Ebene der Ortschaften spricht man von „Ortplanung“. Die beiden Sonderformen der Gemeindeplanung sind die Stadtplanung für die Stadt- und die Dorferneuerung für die ländlichen Gemeinden (Landentwicklung).
Im Rahmen der Gemeindeplanung sollen Ziele für die räumliche Entwicklung z. B. betreffend Bebauung, Landschaft oder Verkehr definiert werden, die durch entsprechende Maßnahmen umzusetzen sind. Hierfür stehen u. a. die Instrumente der Bauleitplanung zur Verfügung, in denen z. B. die Nutzung von Flächen (Flächennutzungsplan, Flächenwidmungsplan) innerhalb des Gemeindegebietes festgelegt wird oder das Maß und die Gestalt der zukünftigen Bebauung (Bebauungsplan). Neben diesen Ordnungsinstrumenten sind allerdings auch Entwicklungsinstrumente wie z. B. Förderungen bestimmter Nutzungen (Nahversorgung), Investitionen usw. als Maßnahmen der Gemeindeplanung möglich.

## Gemeindeplanung in Deutschland
In Deutschland stehen einer Gemeinde der Flächennutzungsplan und der Bebauungsplan als raumplanerische Elemente zur Verfügung. Für die Aufstellung dieser sind die Gemeinden im Rahmen der kommunale Selbstverwaltung zuständig. Sie unterliegen dabei der Kommunalaufsicht höherer Verwaltungsbehörden und bei einem Bebauungsplan der Normenkontrolle der Justiz.

## Gemeindeplanung in Österreich
In Österreich ist die Gemeindeplanung (örtliche Raumplanung) laut Bundesverfassung eine Aufgabe im eigenen Wirkungsbereich der Gemeinden. Diese sind daher in ihren Entscheidungen autonom und nicht an andere Gebietskörperschaften weisungsgebunden. Allerdings besteht eine Aufsicht durch die jeweiligen Landesregierungen, die Verordnungen der Gemeinden aufheben oder versagen können, wenn die geltenden Rechtsvorschriften (Raumordnungsgesetze) nicht eingehalten wurden. Darüber hinaus besteht im Rahmen der örtlichen Raumplanung die Pflicht, auf Festlegungen überörtlicher Planungsträger (z. B. in den Bereichen Landesplanung, Wasserrecht, Bundesstraßen) Rücksicht zu nehmen und diesen nicht zu widersprechen.
Da Raumplanung allgemein in die Kompetenz der Länder fällt und zum Unterschied zu Deutschland auch keine Rahmengesetzgebung durch den Bund erfolgen kann, gibt es neun unterschiedliche Raumordnungsgesetze, die in ihrer Systematik zwar zu ähnlichen Bedingungen für die örtliche Raumplanung führen, im Detail aber doch sehr unterschiedlich Regelungen aufweisen. Dies betrifft v. a. die Benennung und Definition bestimmter Inhalte (z. B. Baulandkategorien), die oft stark voneinander abweichen und zu großer Unübersichtlichkeit innerhalb des Bundesgebietes führen.
Als Instrumente der Gemeindeplanung kennen alle österreichischen Raumordnungsgesetze:
- örtliches Entwicklungskonzept (oder räumliches Entwicklungskonzept, örtliches Raumordnungsprogramm usw.)
- Flächenwidmungsplan
- Bebauungsplan (und/oder Bebauungsrichtlinien)